# EuroJet Turbo GmbH
EuroJet Turbo GmbH là một công ty đa quốc gia, có phần hùn của các hãng Rolls-Royce plc (Anh), Avio (Ý), ITP (Tây Ban Nha) và MTU Aero Engines (Đức). Trụ sở chính là ở Hallbergmoos gần phi trường München.
Eurojet GmbH được thành lập vào năm 1986 để các hãng sản xuất động cơ máy bay Âu châu hợp tác thiết kế, sản xuất, bán, nâng cấp, và bảo trì động cơ EJ200 turbofan engine for the Eurofighter Typhoon. Ban đầu gồm có các hãng Rolls-Royce, MTU, Fiat và Sener. Bộ phận động cơ máy bay của Fiat được tách riêng ra và bây giờ là Avio. Bộ phận động cơ máy bay của Sener bây giờ là ITP, thuộc quyền sở hữu của Sener và Rolls-Royce.
| Hãng hợp tác     | Phần phát triển | Phần sản xuất | Trách nhiệm |
| ---------------- | --------------- | ------------- | --- |
| Rolls-Royce      | 33%             | 34.5%         | Combustion system, High pressure turbine and engine health monitoring system.                                               |
| MTU Aero Engines | 33%             | 30%           | Low pressure and high-pressure compressors, system design responsibility for the Digital Engine Control and Monitoring Unit |
| Avio             | 21%             | 19.5%         | Low-pressure turbine, reheat system, gearbox and air/oil system.                                                            |
| ITP              | 13%             | 16%           | Exhaust nozzles, jet pipe, exhaust diffuser, by-pass duct and external dressings.                                           |